# Фрески Рэмси-гарден
Фрески Рэмси-гарден (англ. Ramsay Garden Murals) — два цикла фресок на мифологические темы, созданные шотландским художником Джоном Дунканом в 1890-е годы в интерьерах эдинбургского квартала Рэмси-гарден — в квартире градостроителя, социолога и биолога Патрика Геддеса и в общем зале университетского общежития (Рэмси-лодж). Первый цикл был посвящён эволюции духовой музыки, второй — героям кельтских мифов и историческим деятелям Средневековья и Возрождения, сыгравшим важную роль в интеллектуальной истории Шотландии. «Кельтский» цикл был дополнен в 1926 году символическими портретами пятерых великих людей, живших в Новое время. В этих проектах Дункан во многом следовал принципам движения искусств и ремёсел, направленного, с одной стороны, на эстетизацию бытовой среды, а с другой — на возрождение средневековой эстетики.

## «Эволюция духовой музыки»
Разработать сцены для утраченного ныне живописного фриза в гостиной квартиры Геддеса Дункану помогал его друг и соотечественник Уильям Крейги — выдающийся филолог, лексиколог и переводчик, знаток античной, скандинавской и кельтской мифологии. Темой для фриза было выбрано развитие духовой музыки: Геддес как заказчик фресок желал проиллюстрировать с помощью Дункана свою теорию социокультурной эволюции (от античного мифа и средневековых городских легенд до борьбы за национальное самоопределение), символически представленную в истории музыкальных инструментов. На выбор темы могло повлиять и заявление Уолтера Пейтера о том, что «всякое искусство неустанно стремится перейти в состояние музыки».
Историю духовой музыки Дункан первоначально намеревался представить в серии сцен, перечисленных в письме к Крейги от 25 апреля 1893 года:
1. Образ тростника, колышущегося на ветру.
2. Античная сцена с Паном, обучающим Аполлона искусству игры на флейте.
3. Библейская сцена с сынами Израилевыми, играющими на флейтах перед Моисеем, разделившим воды Красного моря (по-видимому, отсылка к благодарственной песни Господу из Исх. 15:1—21).
4. Античная сцена вакханалии с сатирами и менадами.
5. Сцена с Гамельнским Крысоловом.
6. Историческая сцена с кельтскими волынщиками: тело Джона Грэма, 1-го виконта Данди[англ.] (он же Джон Грэм Клейверхаус), павшего вождя якобитов, уносят с поля битвы при Килликранки[англ.] (1689) в сопровождении волынщиков шотландских кланов, сражавшихся на его стороне[3]. Остановив выбор именно на этом эпизоде шотландской истории, Дункан отдал дань уважения своему родному городу Данди. Впоследствии он переработал эту сцену и включил ее в композицию фрески с изображением Вальтера Скотта[4]. Джозеф Ноэль Патон, как художник оказавший влияние на Дункана, а как поэт печатавшийся в журнале Геддеса The Evergreen, несколькими годами раньше использовал этот же эпизод для иллюстрации к стихотворению Уильяма Эдмондстоуна Эйтона[англ.] «Похоронный марш Данди»[3][5].

Графические версии двух описанных сцен были опубликованы в журнале The Evergreen в 1895 году: в весеннем выпуске — вариации на тему 2-й сцены («Обучение Аполлона» и «Флейты Аркадии»), а в осеннем — сцена вакханалии («Вакх и Силен»).

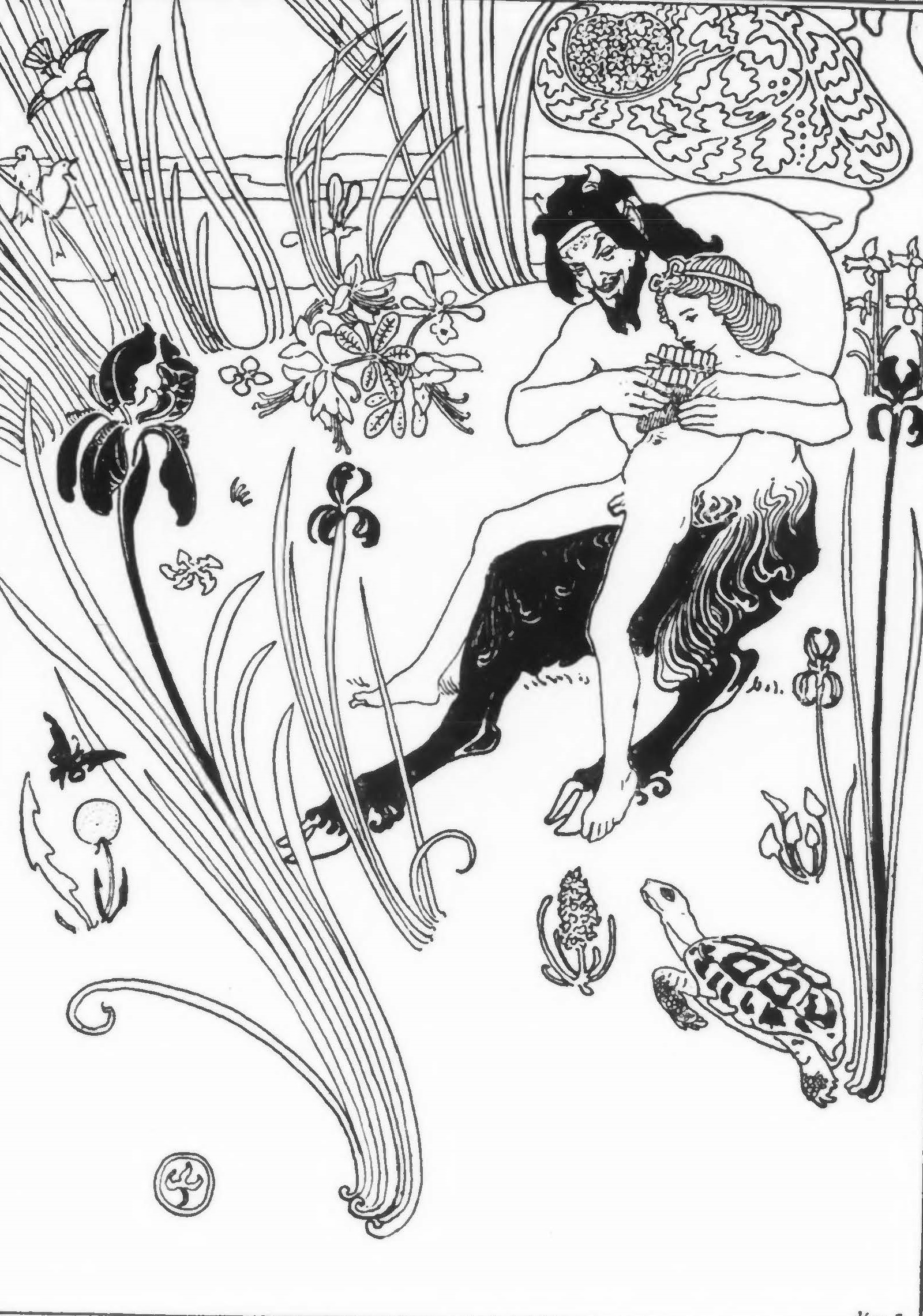
Обучение Аполлона, 1895
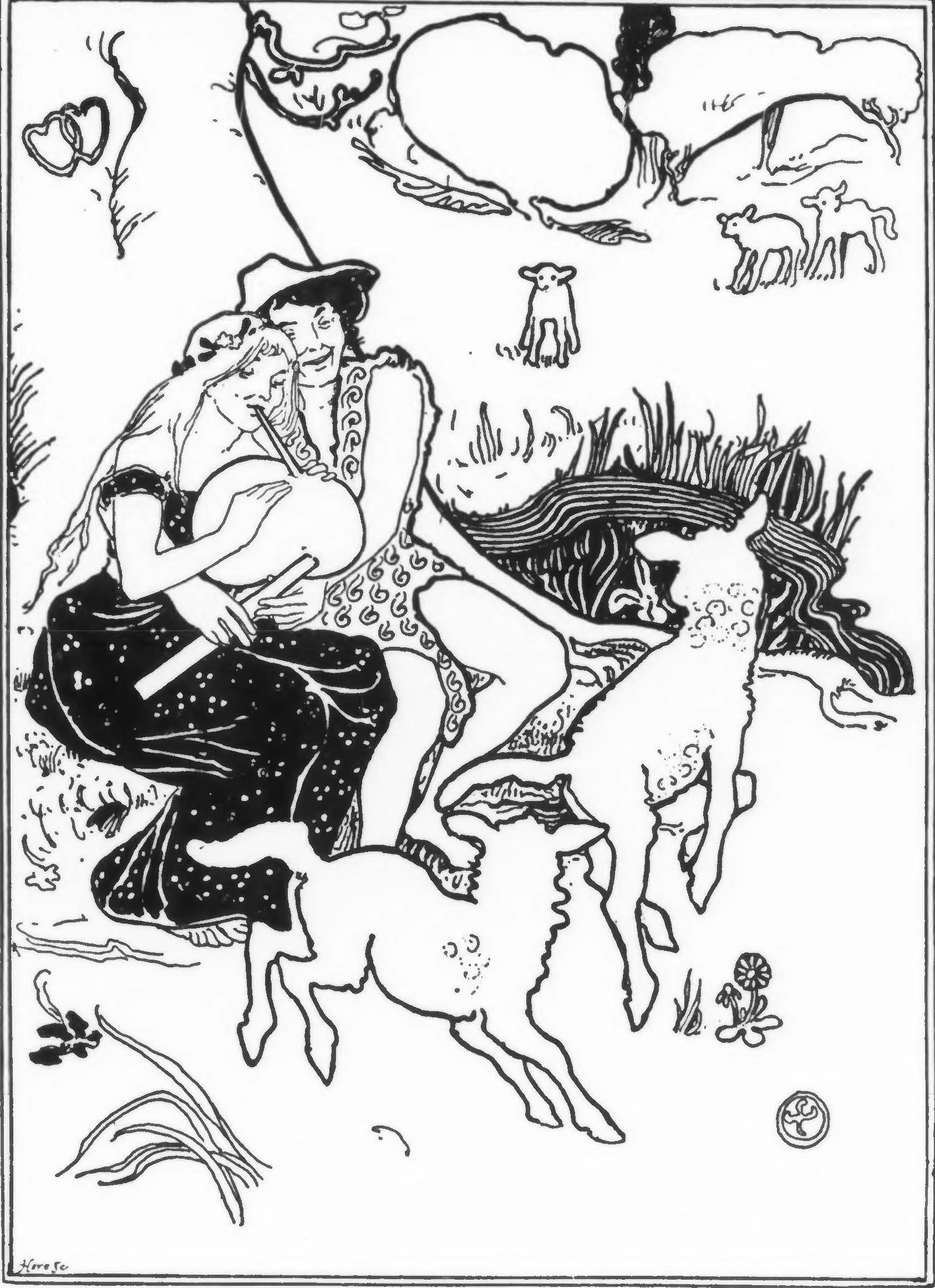
Флейты Аркадии, 1895
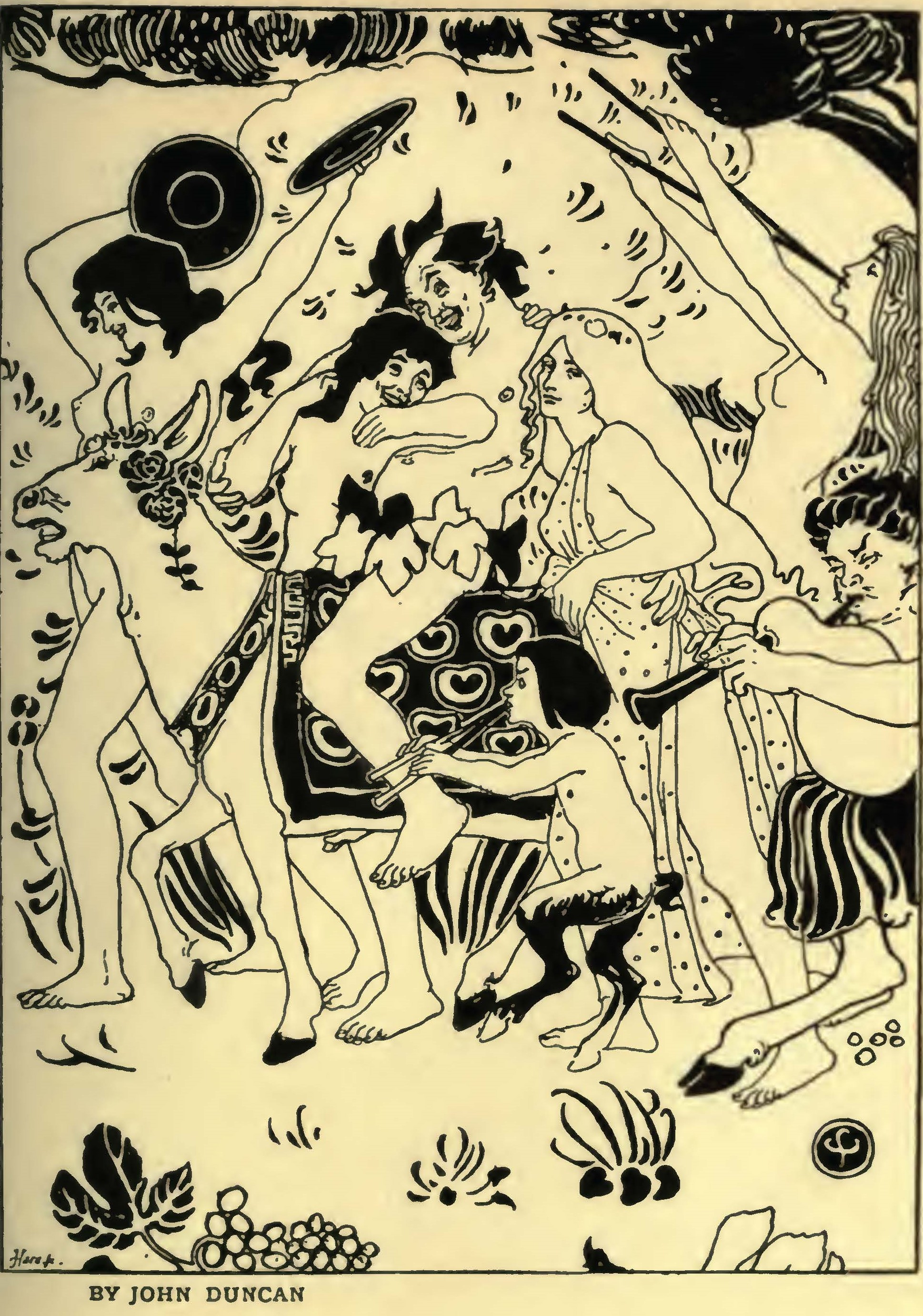
Вакх и Силен, 1895

В своём окончательном виде цикл, завершённый к апрелю 1896 года, несколько отличался от первоначального замысла. В 1897 году репродукции нескольких фресок из Рэмси-гарден появились на страницах лондонского искусствоведческого журнала The Studio. Цикл «Развитие духовой музыки» описывается здесь как процессия, движущаяся по кругу вдоль четырёх стен гостиной; сцены сменяют друг друга в последовательности от древнейших мифологических событий до относительно недавнего эпизода шотландской истории:
1. Античная сцена с нимфой Сирингой, превратившейся в тростник, из которого Пан, влюблённый в нимфу, в утешение себе сделал первую флейту.
2. Античная сцена с Паном, обучающим Аполлона игре на флейте.
3. Античная сцена с аркадскими пастухами Коридоном и Тирсисом — персонажами седьмой эклоги Вергилия[10].
4. Библейская сцена с переходом через Красное море.
5. Античная сцена вакханалии.
6. Сцена с Гамельнским Крысоловом.
7. Сцена похоронного плача по Клейверхаусу[11].

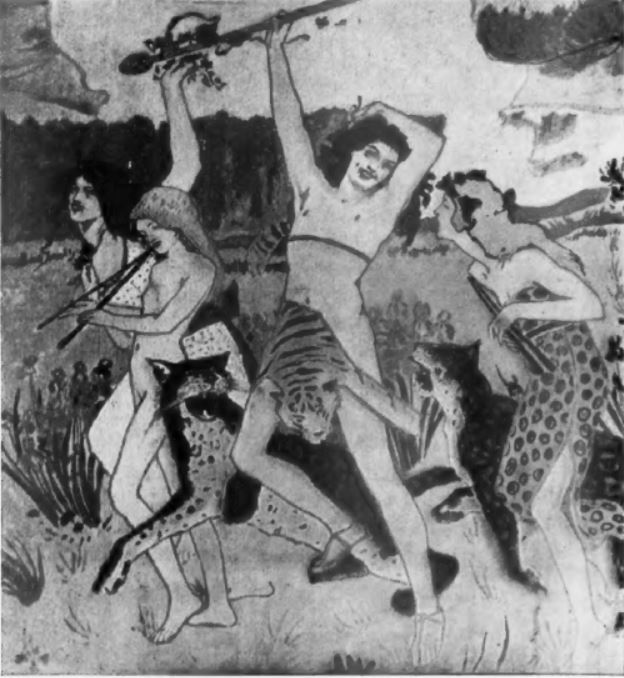
Репродукция фрески со сценой вакханалии, 1896

В том же обзоре отмечено, что в сцене вакхического шествия Дункан с особым мастерством соединил драматические и декоративные элементы, а вся серия фресок отличается великолепным колоритом, искусной прорисовкой фигур и тонким чувством стиля: «Ощущение движения передано превосходно, группировка фигур — выше всяких похвал, формы смело стилизованы, архитектурные требования учтены».
Репродукции ещё трёх фресок из этого цикла — «Плач по Клейверхаусу», «Гамельнский Крысолов» и «Монс Мег» — были опубликованы в искусствоведческом журнале The Artist в 1898 году. Последняя из них, изображавшая историческую сцену 1457 года, не входила в первоначальный замысел и, вероятно, была добавлена по совету Уильяма Крейги. Согласно сопутствующей статье, пушку «Монс Мег» на этой фреске сопровождали в Эдинбургский замок волынщики, одетые в красное с зелёным.
«Эволюция духовой музыки» — от свирели Пана до шотландской волынки — завершалась появлением орга́на, самого сложного и богатого по звучанию духового инструмента, который был представлен не в живописной, а в физической форме: по свидетельствам современников, в гостиной у Геддеса стоял настоящий маленький орга́н.

## Кельтский цикл
В 1896 году Дункан создал ещё один цикл фресок, украсивший стены общего зала Рэмси-лодж (университетского общежития, созданного Патриком Геддесом в доме № 4 квартала Рэмси-гарден). С этих фресок начинался каталог выставки, которую проводила Художественная школа Старого Эдинбурга  (Old Edinburgh School of Art), основанная Геддесом и Дунканом. Рэмси-лодж служила одним из выставочных помещений, а отборочную комиссию выставки возглавлял сам Дункан.
Источником сюжетов для этого цикла стали кельтские мифы, жития святых и легенды об исторических личностях. Все семь фресок цикла, написанные в тот период, дошли до наших дней в относительной сохранности, хотя орнаментальные рамки из кельтских узлов, выполненные не самим Дунканом, а его учениками, сохранились только на репродукциях. Орнаментальный метод, использованный и в основных композициях фресок, современники сравнивали со средневековыми узорами из Келлской книги.

### Мифологические фрески
Основными персонажами первых трёх сцен стали герои кельтской мифологии: Кухулин, Фингал (из «оссиановских» поэм Джеймса Макферсона) и молодой король Артур. На фреске «Пробуждение Кухулина» герой ирландских саг, проспавший три дня и три ночи под защитой своего божественного отца Луга, пробуждается исцелённым от ран и горячки. Служанки несут ему шлем: герой уже готов к новым сражениям. Высказывалось предположение, что эту сцену можно рассматривать как аллегорию врачевания, вполне уместную на стенах Рэмси-лодж: в общежитии проживали в основном студенты-медики.

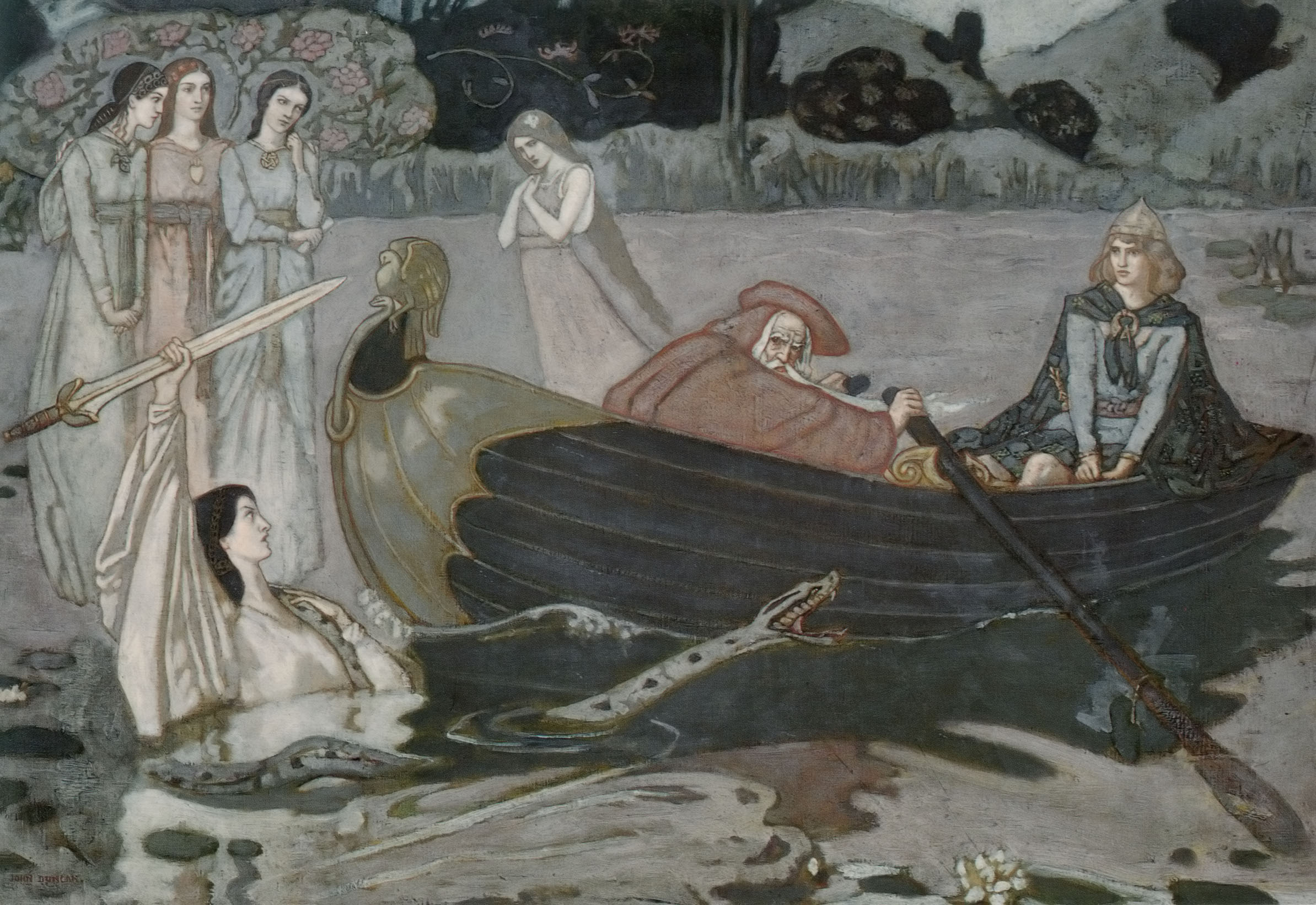
Обретение Экскалибура, ок. 1897. Холст, масло, 63,5 х 91,8 см., CAC229/1964

В сцене «Обретение Экскалибура» к грядущим битвам готовится юный король Артур. Литературной основой для этой фрески послужили «Королевские идиллии» Альфреда Теннисона, но действие легенды, согласно описанию в каталоге выставки, перенесено в пределы Эдинбурга. Артур обретает Экскалибур в водах местного озера Даддингстон, расположенного в городской черте, к югу от Холируд-парка и Трона Артура. Король плывёт по озеру в лодке, на вёслах которой сидит Мерлин, изображённый как белобородый старец. Чудесный меч вручает королю его сестра, Моргана Ле Фей; её обвивает змея с разинутой пастью, грозящая наброситься на Артура. Происхождению меча даётся оригинальная трактовка, восходящая к валлийской легенде о битве двух драконов: утверждается, что Экскалибур — это преображённый красный дракон, чей поединок с белым драконом помешал Артуру построить на склонах Трона Артура могучую крепость. За спиной Морганы стоят три королевы, фигурирующие и в некоторых вариантах легенды о смерти Артура, а на заднем плане из-под воды поднимается призрачная фигура — Нимуэ, Владычица Озера, «втайне довольная тем, что вёсла волшебника запутались в водорослях». Немного позднее, около 1897 года, Дункан создал живописное полотно «Обретение Экскалибура», повторяющее композицию фрески — статичную, с фигурами в застывших позах, — и выдержанное в таком же плоскостном стиле.
В сцене «Поединок Фингала» легендарный предводитель фениев сражается со Свараном, королём Лохлина (Норвегии). Композицию дополняют стилизованные цветы, сосновые ветки и фигура арфиста. Эта самая динамичная из трёх мифологических сцен решена в той же цветовой гамме, что и две предыдущие (фиолетовый, бледно-зелёный, лимонный, жёлтый и красный тона).

### Воображаемые портреты
Остальные фрески этой группы — воображаемые портреты деятелей, связанных с религиозной и интеллектуальной историей Шотландии. Герой четвёртой фрески, «Путешествие святого Мунго», — небесный покровитель города Глазго и всей Шотландии. Дункан проиллюстрировал легенду об основании Глазго: когда умер святой Фергус, наставник святого Мунго, тот погрузил его тело на телегу, запряжённую парой диких быков, и отправился в путь, чтобы похоронить своего учителя там, где остановятся быки. На этом месте Мунго остался и построил часовню, а впоследствии вокруг неё вырос город.
Пятая сцена представляет мистическое видение Иоанна Скота Эриугены, ирландского философа и богослова IX века: на фреске Дункана Эриугена созерцает собственную нагую душу, низвергающуюся в ад. В каталоге описание этой фрески сопровождается назидательными строками из поэмы Роберта Браунинга «Статуя и бюст»: «И в том повинен дух, исполненный тщеты, / Что не зажёг фонарь и чресл не препоясал» (то есть не проявил должной решимости и усердия).
Шестая фреска посвящена шотландскому учёному XIII века, Майклу Скоту: Скот переводит труды Аристотеля с арабского на латынь, а тень античного мудреца стоит у переводчика за спиной, направляя его руку. Подоплёка этой сцены — популяризованная Боккаччо легенда о Майкле Скоте как великом некроманте, способном вызывать и вопрошать души умерших.
На седьмой фреске, добавленной к циклу после небольшого перерыва, изображён «изумительный Криктон» — шотландский учёный XVI века, полиглот и вундеркинд, в пятнадцать лет закончивший Сент-Эндрюсский университет, прославившийся невероятными познаниями и погибший в поединке в возрасте до двадцати пяти лет. В каталоге его изображение описывается так: «С книгой в одной руке и мечом — в другой, в мантии учёного, накинутой поверх солдатского мундира <…> он может по праву олицетворять союз Мысли и Действия. Он не дрогнет и не отступит ни в учёном диспуте, ни в рукопашной схватке: вот настоящий джентльмен без страха и упрёка!»

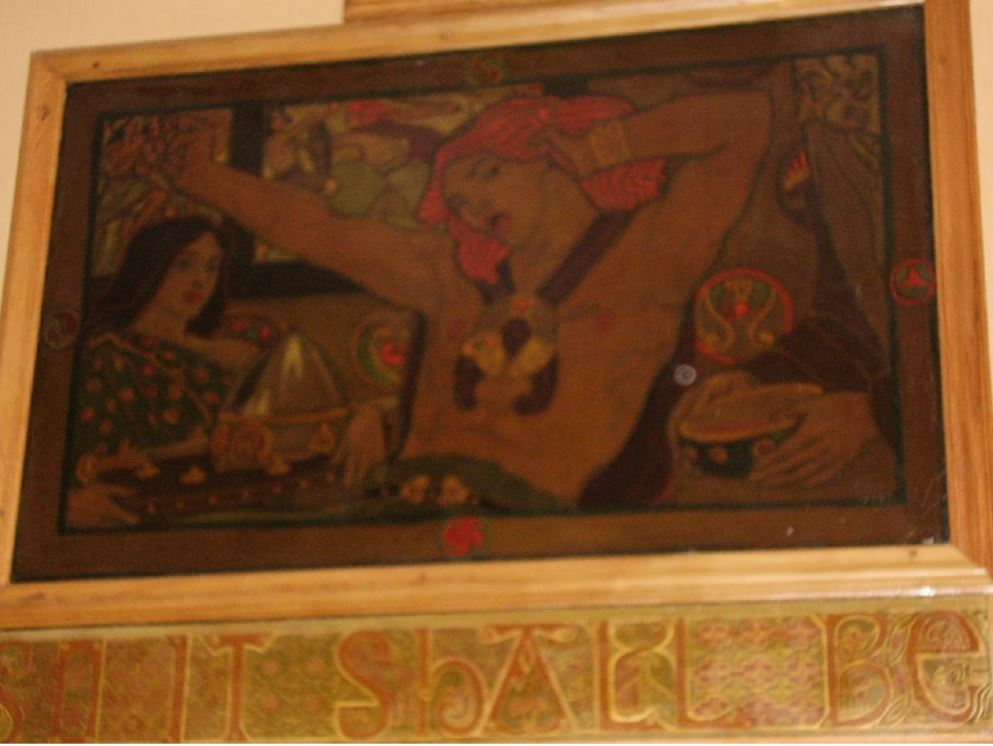
Пробуждение Кухулина, 1896
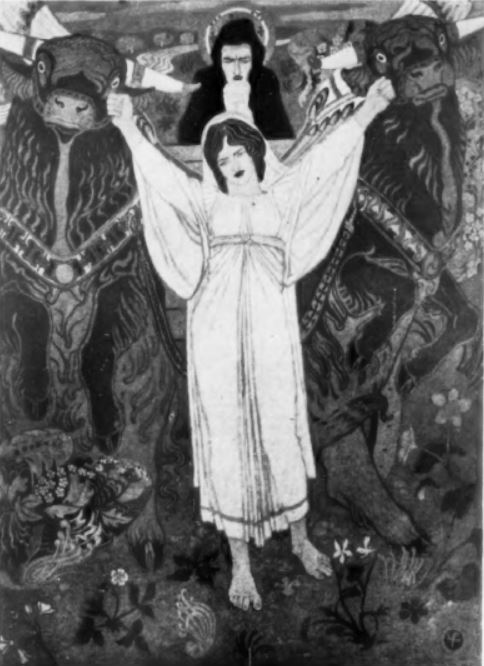
Репродукция фрески Путешествие святого Мунго, 1896
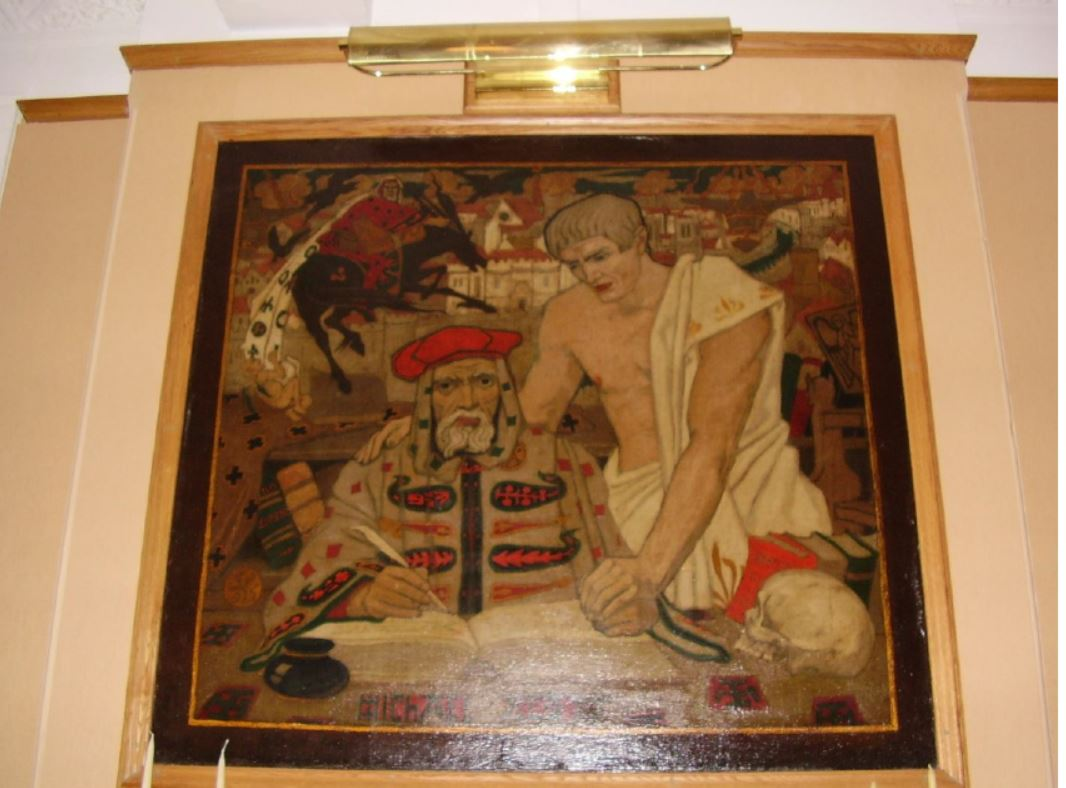
Майкл Скотт, 1896
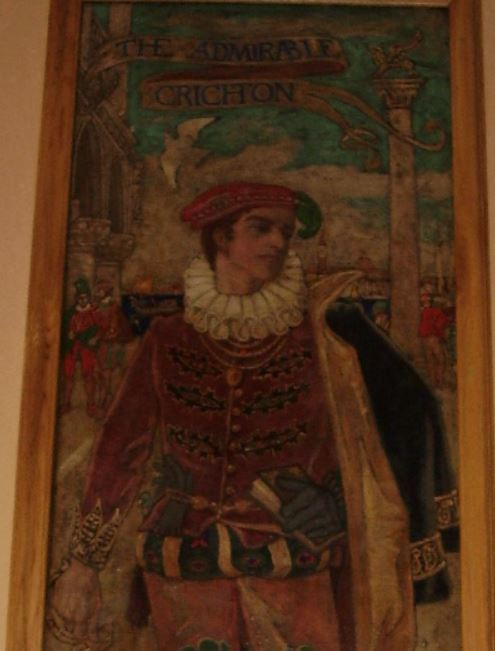
Изумительный Криктон, 1897

### Фрески 1926 года
Значительно позже, в 1926 году, Дункан дополнил цикл ещё пятью фресками. Три из них посвящены великим шотландцам — математику Джону Неперу, механику Джеймсу Уатту и писателю Вальтеру Скотту, а остальные две — натуралисту Чарльзу Дарвину, который в 1825—1827 годах учился в Эдинбургском университете, и хирургу Джозефу Листеру, который родился в Англии, но большую часть жизни прожил в Эдинбурге. Пояснительные тексты к этим фрескам написал сам Дункан.
Джон Непер, изобретатель «магического искусства логарифмов», изображён стоящим на стене своего замка Мерчистон-тауэр в Эдинбурге, «лицом к лицу с бесконечностями», символически представленными в образе «белой процессии». Джеймс Уатт трудится над деталями своей паровой машины, а изображённый на той же фреске Прометей несёт человечеству небесный огонь. В описании сцены Дункан цитирует Вальтера Скотта, который в своём романе «Монастырь» (1820) отзывался об Уатте как об «одарённейшем муже науки», «сократителе пространства и времени» и «могущественном покорителе стихий».
Сам Вальтер Скотт представлен лишь силуэтом в свете свечей; перед глазами у него разворачивается сцена из «Легенды о Монтрозе», герой которой идёт на приступ замка Инверэри, чтобы «выкурить оттуда Аргайла». «Сэр Вальтер, как и Майкл Скотт, был волшебником — утверждает Дункан. — Он тоже умел вызывать духов из бездны, и когда он звал, те являлись на зов. Его сочинения — летописи, легенды и самая жизнь его страны; в них навеки запечатлён непобедимый дух и идеализм его народа». На заднем плане помещена сцена плача по Джону Грэму, 1-му виконту Данди, перенесённая из раннего цикла фресок «Эволюция духовой музыки» и отсылающая к знаменитой балладе Вальтера Скотта «Красавчик Данди» (1825).

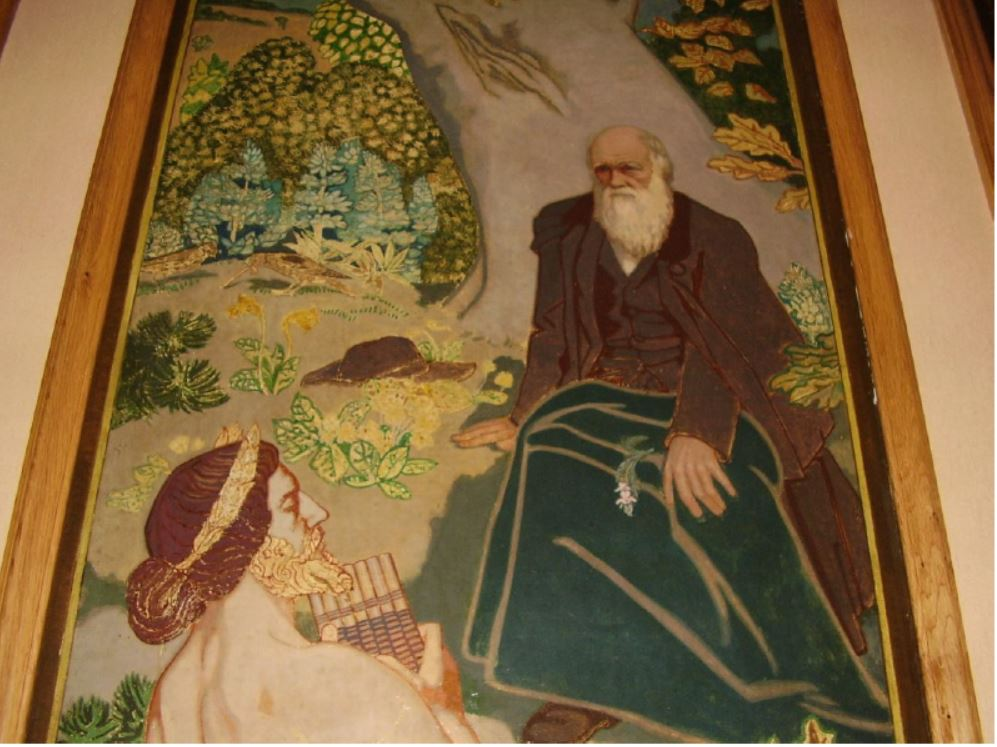
Чарльз Дарвин, 1926

Перекличка с циклом «Эволюция духовой музыки» присутствует и на следующей фреске: Чарльз Дарвин здесь слушает Пана, играющего на свирели. Столь необычный, на первый взгляд, выбор сюжета Дункан объясняет параллелями между эволюционной теорией Дарвина и учением древнегреческих философов о «поступательном становлении» мироздания и живых существ: «В конечном счете их учение свелось к понятию о вселенной как едином целом, а последнее они символически представляли в образе бога Пана, составного существа, полузверя-получеловека <…> На нашей картине Дарвин подступает к этой проблеме вновь, внимая свирели Пана». Сам термин «поступательное становление» (англ. progressive becoming) Дункан заимствовал из трудов ещё одного шотландского учёного — Джеймса Бёрнетта, лорда Монбоддо, который полагал, что приматы относятся к тому же биологическому виду, что и человек, хотя и находятся на более ранней стадии развития, и был убеждён, что орангутана можно научить говорить и выполнять работу по дому. Теория Монбоддо о том, что вся природа пребывает в состоянии непрерывного «становления», оказала влияние на Дарвина, знакомого с его трудами.
На последней фреске цикла Джозеф Листер, создатель хирургической антисептики, склоняется над постелью больного мальчика, отгоняя от него Смерть. Этот великий врач должен был послужить образцом для подражания студентам-медикам, населявшим Рэмси-лодж. В описании фрески Дункан риторически вопрошает: «Найдётся ли за всю историю хоть один человек, сделавший для человечества больше, чем лорд Листер?»

## Дальнейшая судьба фресок
В настоящее время зал, украшенный фресками кельтского цикла, составляет часть квартиры, находящейся в частной собственности. В 1999—2009 годах в ней проживал крёстный сын Дункана — Майкл Ши (1938—2009), дипломат и писатель, пресс-секретарь (1978—1987) королевы Елизаветы II. По его инициативе в «зале Дункана» на протяжении нескольких лет проводились «Семинары Рэмси-гарден», посвящённые актуальным проблемам современности. Дункан в своё время был дружен с отцом Майкла Ши, а в коллекции самого дипломата хранились несколько живописных работ художника и карандашный набросок, на котором Дункан запечатлел Майкла во младенчестве.

### Статьи
- Armour, Margaret. Mural Decoration in Scotland (англ.) // The Studio. An Illustrated Magazine of Fine and Applied Art. — London, UK: London Offices of the Studio, 1897. — Vol. 10. — P. 99–106.
- Daly, J. P. The Botanic Universe: Generative Nature and Erasmus Darwin's Cosmic Transformism (англ.) // Republic of Letters. — 2018. — Vol. VI, iss. 1.
- Fowle, Frances. Celticism, Internationalism and Scottish Identity: Three Key Images in Focus (англ.) // Finnish National Gallery Research. — Helsinki, Finland: Finnish National Gallery, 2020. — Iss. 1. — P. 49–64.
- The Decorative Paintings of John Duncan (англ.) // The Artist: an illustrated monthly record of arts, crafts and industries. — London, UK, 1898. — Vol. 21. — P. 146–152.